# Comedy Mission
Comedy Mission mit Murat Topal ist ein sozialkritisches Doku-Format von Sandra Jakisch, produziert von Studio.TV.Film, das erstmals im Mai 2011 auf ZDFkultur und im August 2011 auf 3sat ausgestrahlt wurde.

## Inhalt
Der erfolgreiche Comedian Murat Topal, der früher Polizist in Berlin-Kreuzberg war, leitet mit der Comedy Mission ein Projekt, das sich mit Jugendlichen aus verschiedenen sozialen Milieus auf künstlerischer Ebene auseinandersetzt. Straßenkinder und Bürgerkriegsflüchtlinge gehören ebenso dazu, wie Jugendliche mit oder ohne Migrationshintergrund und junge Menschen mit krimineller Vergangenheit und/oder aus sozial schwachen Familien, in denen Drogen und Alkoholismus eine Rolle spielten. Mit Unterstützung von prominenten Gästen wie dem Rapper Azad, dem Seeed-Frontmann Dellé und dem Comedian Bülent Ceylan erarbeitet Topal mit der Gruppe den Shakespeare-Klassiker „Romeo und Julia“ als Comedy-Stück mit Hip-Hop- und Street-Dance-Elementen. Dabei begleitet die Kamera die jungen Schauspieler bei den Proben und bei der erfolgreichen Premiere in der Berliner UFA Fabrik. Die Dokumentation zeichnet nicht nur ein Bild moderner Jugendkultur in Deutschland, sondern thematisiert auch mit einem sensiblen Blick die schwierige Lebenssituation der talentierten Jugendlichen und ihren Traum von einer besseren Zukunft.

## Folgen
| Nr. | Folge                      | Ausstrahlung  |
| --- | -------------------------- | ------------- |
| 1   | Mit Murat Topal            | 13. Mai 2011  |
| 2   | Mit dem Gast Frank Dellé   | 20. Mai 2011  |
| 3   | Mit dem Gast Azad          | 27. Mai 2011  |
| 4   | Mit dem Gast Bülent Ceylan | 3. Juni 2011  |
| 5   | Mit Murat Topal            | 10. Juni 2011 |